# Quwwat ul-Islam

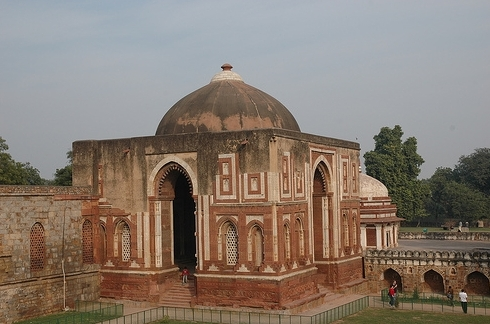
Quwwat ul-Islam

Quwwat ul-Islam är en av Indiens äldsta moskéer, belägen i kvarteret Qutab, omkring 14 km söder om citykärnan i Delhi.